# Hiroshi Shimizu
Hiroshi Shimizu (清水, 宏, Shimizu Hiroshi; Shizuoka, 28 marzo 1903 – 23 giugno 1966) è stato un regista giapponese, famoso per i suoi film muti dove descriveva dettagliatamente la società giapponese dell'epoca.

## Biografia
Nacque a Shizuoka e frequentò lo studio Shochiku a Tokyo dove iniziò a fare film nel 1924, a 21 anni. Era amico e collega di Yasujirō Ozu. Durante la sua carriera secondo le fonti ha diretto almeno 166 film. Morì di infarto il 23 giugno 1966, a 63 anni. 
Sebbene rispettato al suo tempo oggi è largamente sconosciuto, anche in Giappone, sua terra natale. 
Nel 2008, la Shochiku ha messo in commercio due cofanetti contenenti otto suoi film. Nel 2009 è stato pubblicato un cofanetto Criterion Collection contenente quattro suoi film.

## Filmografia
- Tōge no kanata (峠の彼方) (1924)
- Yamaotoko no koi (山男の恋) (1924)
- Koi yori butai e (恋より舞台) (1924)
- Shiragiku no uta (白菊の歌) (1924)
- Koi ni kuruu yaiba (恋に狂ふ刃) (1924)
- Mura no bokujo (村の牧場) (1924)
- Chiisaki tabi geinin (小さき旅芸人) (1925)
- Kagaribi no yoru (篝火の夜) (1925)
- Momoiro no toge (桃色の棘) (1925)
- Gekiryū no sakebi (激流の叫び) (1925)
- Gijin no yaiba (義人の刃) (1925)
- Sutaremono (すたれ者) (1925)
- Isshin-ji no hyakuningiri (一心寺の百人斬) (1925)
- Kotetsu no kireaji (虎徹の斬れ味) - cortometraggio (1925)
- Ochimusha (落武者) (1925)
- Koi no honawa (恋の捕縄) (1925)
- Nayamashiki koro (悩ましき頃) (1926)
- Bijin to rōnin (美人と浪人) (1926)
- Shinjū Satsuma uta (心中薩摩歌) (1926)
- Shinku no jōnetsu (真紅の情熱) - cortometraggio (1926)
- Kyōko to Shizuko (京子と倭文子) (1926)
- Uragiraremono (裏切られ者) (1926)
- Yōtō (妖刀) (1926)
- Kyōdoranshin (狂怒乱心) (1926)
- Nageki no bara (嘆きの薔薇) (1926)
- Sannin no musume (三人の娘) (1927)
- Oteru to Oyuki (お照とお雪) (1927)
- Kare to mibōjin (彼と未亡人) (1927)
- Kyōren no Maria (狂恋のマリア) (1927)
- Haru no ame (春の雨) (1927)
- Renbo yasha (恋慕夜叉) (1927)
- Koi wa kusemono (恋は曲者) (1927)
- Honoo no sora (炎の空) (1927)
- Jinsei no namida (人生の涙) (1927)
- Fukeiki seibatsu (不景気征伐) - cortometraggio (1927) condiretto con Torajirō Saitō
- Shusse no chikamichi (出世の近道) - cortometraggio (1927)
- Inaka no dateotoko (田舎の伊達男) (1927)
- Aiyoku hensōzu (愛欲変相図) (1928)
- Umi ni sakebu onna (海に叫ぶ女) (1928)
- Ren’ai futari angya (恋愛二人行脚) (1928)
- Odore wakamono (踊れ若者) (1928)
- Shōwa no onna (昭和の女) (1928)
- Osananajimi (幼なじみ) (1928)
- Hirotta hanayome (拾った花嫁) (1928)
- Yamabiko (山彦) (1928)
- Utsukushiki hōhaitachi (美しき朋輩達) - cortometraggio (1928)
- Mori no kajiya (森の鍛冶屋) (1929)
- Ahiru onna (あひる女) (1929)
- Tōkyō no majutsu (東京の魔術) (1929)
- Sutteki gāru (ステッキガール) (1929)
- Ukikusa musume tabifūzoku (浮草娘旅風俗) (1929)
- Mura no ōja (村の王者) - cortometraggio (1929)
- Yōkina uta (陽気な唄) (1929)
- Oya (親) - cortometraggio (1929) condiretto con Tadamoto Ōkubo
- Jiman no segare (自慢の倅) - cortometraggio (1929)
- Fue no shiratama (不壊の白珠) (1929)
- Chichi no negai (父の願ひ) - cortometraggio (1929)
- Renbo kouta (恋慕小唄) (1929)
- Ren’ai: Daiikka (恋愛第一課) (1929)
- Kōshin tsumi ari (紅唇罪あり) (1930)
- Shinjitsu no ai (真実の愛) (1930)
- Kiro ni tachite (岐路に立ちて) - cortometraggio (1930)
- Hōyō (抱擁) (1930)
- Umi no kōshinkyoku (海の行進曲) (1930)
- Uwaki bakari wa betsumono da (浮気ばかりは別者だ) (1930)
- Seishun no chi wa odoru (青春の血は躍る) (1930)
- Kiri no naka no akebono (霧の中の曙) (1930)
- Shin jidai ni ikiru (新時代に生きる) (1930)
- Gaki daishō (餓鬼大将) (1931)
- Ginga (銀河) (1931)
- Konsen nita fūfu (混線ニタ夫婦) - cortometraggio (1931)
- Ureibana (有憂華) (1931)
- Sorya jikkan yo (そりゃ実感よ) (1931)
- Kagayaku ai - cortometraggio (かがやく愛) (1931)
- Kono haha ni tsumi ari ya (この母に罪ありや) (1931)
- Jinsei no fūsha (人生の風車) (1931)
- Seishunzue (青春図会) (1931)
- Nanatsu no umi: Zenpen: Shojo hen (七つの海 前篇 処女篇) (1931)
- Jōnetsu (情熱) (1932)
- Nanatsu no umi: Kōhen: Teisō hen (七つの海 後篇 貞操篇) (1932)
- Manshū kōshinkyoku (満州行進曲) (1932)	 condiretto con Yasushi Sasaki
- Rikugun daikōshin (陸軍大行進) (1932) condiretto con Yasushi Sasaki, Kazuo Ishikawa,  Minoru Matsui, Kintarō Inoue e Tetsuji Watanabe
- Umi no ōja (海の王者) (1932)
- Ai no bōfūrin (愛の防風林) (1932)
- Byakuya wa akuru (白夜は明くる) (1932)
- Gakuseigai no hanagata (学生街の花形) (1932)
- Bōfūtai (暴風帯) (1932)
- Nemure haha no mune ni (眠れ母の胸に) (1933)
- Nakinureta haru no onna yo (泣き濡れた春の女よ) (1933)
- Minato no Nihon musume (港の日本娘) (1933)
- Ren'ai ittōryū (恋愛一刀流) (1933)
- Tabine no yume (旅寝の夢) (1933)
- Daigaku no wakadanna (大学の若旦那) (1933)
- Tōyō no haha (東洋の母) (1934)
- Koi o shirisome mōshisōrō (恋を知りそめ申し候) (1934)
- Daigaku no wakadanna: Buyūden (大学の若旦那・武勇伝) (1934)
- Gion bayashi (祇園囃子) (1934)
- Daigaku no wakadanna: Taiheiraku (大学の若旦那・太平楽) (1934)
- Kinkanshoku (金環蝕) (1934)
- Ren'ai shūgaku ryokō (恋愛修学旅行) (1934)
- Daigaku no wakadanna: Nihonbare (大学の若旦那・日本晴れ) (1934)
- Un eroe di Tokyo (東京の英雄, Tōkyō no eiyū) (1935)
- Wakadanna haruranman (若旦那 春爛漫) (1935)
- Kare to kanojo to shōnentachi (彼と彼女と少年達) (1935)
- Sōshinzō (双心臓) (1935)
- Ren'ai gōka ban (恋愛豪華版) (1935)
- Wakadanna hyakumangoku (若旦那 百万石) (1936)
- Kanjō sanmyaku (感情山脈) (1936)
- Arigatō-san (有りがたうさん) (1936)
- Ai no hōsoku (愛の法則) (1936)	 condiretto con Yasushi Sasaki
- Jiyū no tenchi (自由の天地) (1936)
- Kimi yo takaraka ni utae (君よ高らかに歌へ) (1936)
- Seishun mankanshoku (青春満艦飾) (1936)
- Ren'ai muteki kantai (恋愛無敵艦隊) (1937)
- Konjiki yasha (金色夜叉) (1937)
- Koi mo wasurete (恋も忘れて) (1937)
- Saraba sensen e (さらば戦線へ) (1937)	condiretto con Chūya Tsuneyoshi e Kenkichi Hara
- Kaze no naka no kodomo (風の中の子供) (1937)
- Hanagata senshu (花形選手) (1937)
- Shin katei reki (新家庭暦) (1938)
- Shuppatsu (出発) (1938)
- Ōenka (応援歌) (1938)
- Anma to onna (按摩と女) (1938)
- Katei nikki (家庭日記) (1938)
- Isōrō wa takaibiki (居候は高鼾) (1939)
- Kodomo no shiki (子供の四季) (1939)
- Onna no fūzoku: Daiichiwa: Ojōsan no nikki (女の風俗 第一話お嬢さんの日記) (1939)
- Hana no aru zassō (花のある雑草) (1939)
- Kuwa no mi wa akai (桑の実は紅い) (1939)
- Watashi ni wa otto ga aru (私には夫がある) (1940)
- Nobuko (信子) (1940)
- Tomodachi (ともだち) - cortometraggio (1940)
- Nyonin tenshin (女人転心) (1940)
- Keijō (京城) - cortometraggio documentario (1940)
- Mikaeri no tō18 (みかへりの搭) (1941)
- Utajo oboegaki (歌女おぼえ書) (1941)
- Donguri to shiinomi (団栗と椎の実) - cortometraggio (1941)
- Akatsuki no gasshō (暁の合唱) (1941)
- Kanzashi (簪) (1941)
- Joi no kiroku (女医の記録) (1941)
- Kyōdai kaigi (兄妹会議) (1942)
- Sayon no kane (サヨンの鐘) (1943)
- Hisshōka (必勝歌) (1945)	ccondiretto con Masahiro Makino, Kenji Mizoguchi e Tomotaka Tasaka
- Hachi no su no kodomotachi (蜂の巣の子供たち) (1948)
- Asu wa nihonbare (明日は日本晴れ) (1948)
- Musume jūhachi usotsuki jidai (娘十八嘘つき時代) (1949)
- Ohara Shōsuke-san (小原庄助さん) (1949)
- Bojō (母情) (1950)
- Sono go no hachi no su no kodomotachi (その後の蜂の巣の子供達) (1951)
- Momo no hana no saku shita de (桃の花の咲く下で) (1951)
- Daibutsu-sama to kodomotachi (大仏さまと子供たち) (1952)
- Mogura yokochō (もぐら横丁) (1953)
- Nara ni wa furuki hotoketachi (奈良には古き仏たち) - cortometraggio documentario (1953)
- Tokai no yokogao (都会の横顔) (1953)
- Daini no seppun (第二の接吻) (1954)
- Tōshōdai-ji nite obāsan to kodomotachi (唐招提寺にて お婆さんと子供たち) (1954)
- Una lettera per Tezuo (しいのみ学園, Shiinomi gakuen) (1955)
- Jirō monogatari (次郎物語) (1955)
- Naze kanojora wa sō natta ka (何故彼女等はそうなったか) (1956)
- Ninjō baka (人情馬鹿) (1956)
- Haha o motomeru kora (母を求める子等) (1956)
- Kiri no oto (霧の音) (1956)
- Odoriko (踊子) (1957)
- Haha no tabiji (母の旅路) (1958)
- Haha no omokage (母のおもかげ) (1959)